# حزب العمل الشعبي الأردني
حزب العمل الشعبي الأردني هو حزب سياسي أردني اندمج في عام 2018 إلى جانب عدد من الأحزاب الأخرى وأصبح جزءًا من حزب العدالة والإصلاح.

## قيادات للحزب
شغل عايد المصري منصب الأمين العام لحزب العمل الشعبي الأردني منذ تأسيسه وحتى عام 2018 حين اندمج الحزب مع أحزاب أخرى لتكوين حزب العدالة والإصلاح.

## لمحة تاريخية
في يونيو/حزيران عام 2017 أعلن حزب العمل الشعبي الأردني انضمامه إلى ائتلاف تيار الأحزاب الوسطيّة الذي ضم في ذلك الوقت 11 حزبًا إلى جانب حزب العمل الشعبي، وكان من بين أحزاب الائتلاف حزب العدالة والاصلاح وحزب الوفاء الوطني والحزب العربي الاردني وحزب الحرية والمساواة وحزب العهد الاردني وحزب احرار الاردن وحزب الاتجاه الوطني وحزب جبهة النهضة الوطنية وحزب الوحدة الوطنية وحزب الوعد الأردني وحزب الحداثة والتغيير. وفي يناير/كانون الثاني عام 2018 وافق مجلس مفوضي الهيئة المُستقلة للانتخاب على طلب الاندماج الذي تقدم به كل من الأمين العام لحزب العمل الشعبي والأمين العام لحزب العهد الأردني والأمين العام للحزب العربي الأردني لدمج الأحزاب الثلاثة مع حزب العدالة والإصلاح الأردني، وبذلك أصبح حزب العمل الشعبي الأردني يُعتبر حزبًا منحلًّا بموجب قانون الأحزاب الأردني.
وفي مايو/أيار عام 2023 وافق مجلس مفوضي الهيئة المستقلة للانتخاب في الأردن على استمرار عمل حزب العدالة والإصلاح الأردني بعدما تمكن الحزب من توفيق أوضاعه واستيفاء كافة الشروط التي نصّ عليها قانون الأحزاب الأردني رقم (7) والصادر في عام 2022. كانت الحكومة الأردنية قد أقرت في العام السابق قانونًا لتنظيم تأسيس الأحزاب السياسية في الأردن، وكانت مواد هذا القانون تشترط أن تُحقّق الأحزاب السياسية مجموعة من المعايير لكي تتم الموافقة على تأسيسها وتُصبح أحزابًا مُعترف بها رسميًا ويحق لها المُشاركة في الانتخابات البرلمانية الأردنية. كان من بين هذه الشروط أن ينضمّ للحزب في وقت إعلان تأسيسه ما لا يقلّ عن 1000 عضو في ستة مُحافظات أردنية مُختلفة، بحيث لا تقل نسبة النساء عن 20 بالمائة من أعضاء الحزب ولا تقل نسبة الشباب عن 20 بالمائة من الأعضاء.